# Pinacia pernix
Pinacia pernix là một loài bướm đêm trong họ Noctuidae.